# Los Chaves
Los Chaves es un lugar designado por el censo ubicado en el condado de Valencia en el estado estadounidense de Nuevo México. En el Censo de 2010 tenía una población de 5446 habitantes y una densidad poblacional de 205,6 personas por km².

## Geografía
Los Chaves se encuentra ubicado en las coordenadas 34°44′00″N 106°45′49″O / 34.73333, -106.76361. Según la Oficina del Censo de los Estados Unidos, Los Chaves tiene una superficie total de 26.49 km², de la cual 26.49 km² corresponden a tierra firme y (0%) 0 km² es agua.

## Demografía
Según el censo de 2010, había 5446 personas residiendo en Los Chaves. La densidad de población era de 205,6 hab./km². De los 5446 habitantes, Los Chaves estaba compuesto por el 75.17% blancos, el 0.84% eran afroamericanos, el 2.07% eran amerindios, el 0.46% eran asiáticos, el 0.06% eran isleños del Pacífico, el 17.11% eran de otras razas y el 4.28% pertenecían a dos o más razas. Del total de la población el 56.7% eran hispanos o latinos de cualquier raza.